# Taiwan (Provinz)
Taiwan (chinesisch 臺灣省 / 台湾省, Pinyin Táiwān Shěng) ist die einzige Provinz der 1912 gegründeten Republik China, die sich bis heute vollständig unter Kontrolle der Regierung dieser Republik befindet. Sie umfasst neben der Hauptinsel Taiwan zahlreiche kleinere Inseln (u. a. Lü Dao, Lan Yu und die Penghu-Inseln). Auf der Hauptinsel wurden jedoch Taipeh (1967), Kaohsiung (1979), Neu-Taipeh, Taichung und Tainan (2010) sowie Taoyuan (2014) als „regierungsunmittelbare Städte“ (d. h. direkt der Regierung der Republik China unterstellt) ausgegliedert. Damit umfasst die Provinz Taiwan auf ihrer Hauptinsel nur noch etwa 70 % der Inselfläche (25.110 km²), bei einer Einwohnerzahl von etwas mehr als sieben Millionen (Februar 2015). Sitz der Provinzverwaltung ist seit 1956 Zhongxing.
Die Provinz Taiwan ist nicht die einzige Provinz der Republik China auf Taiwan. Die dem Festland direkt vorgelagerten Inselgruppen Matsu und Kinmen sind historisch Teil der ansonsten von der Volksrepublik China regierten Provinz Fujian und werden bis heute von der Republik China als Provinz Fujian verwaltet.
Die Volksrepublik China betrachtet die Provinz Taiwan einschließlich der von der Republik China ausgegliederten regierungsunmittelbaren Städte als eine Provinz ihres Staatsgebietes. Die Kontrolle über die Provinz wird jedoch seit 1945 von der Republik China ausgeübt, während Taiwan zu keinem Zeitpunkt unter der Kontrolle der Volksrepublik stand (siehe auch Taiwan-Konflikt). Staaten, die diplomatische Beziehungen mit der VR China unterhalten möchten, müssen die im Ein-China-Prinzip beschriebene Sichtweise, dass die Provinz Taiwan Teil eines untrennbaren China ist, formell anerkennen. Befürworter einer Unabhängigkeit Taiwans bestreiten hingegen die rechtmäßige Zugehörigkeit der Provinz Taiwan sowohl zur Republik als auch zur VR China.

## Verwaltungsgliederung der Provinz Taiwan
Die Provinz Taiwan umfasst elf Landkreise sowie drei kreisfreie Städte:
| Landkreise 1. Hualien (花蓮縣, Huālián Xiàn) 2. Chiayi (嘉義縣, Jiāyì Xiàn) 3. Miaoli (苗栗縣, Miáolì Xiàn) 4. Nantou (南投縣, Nántóu Xiàn) 5. Penghu (Pescadoren) (澎湖縣, Pénghú Xiàn) 6. Pingtung (屏東縣, Píngdōng Xiàn) 7. Taitung (台東縣, Táidōng Xiàn) 8. Hsinchu (新竹縣, Xīnzhú Xiàn) 9. Yilan (宜蘭縣, Yílán Xiàn) 10. Yunlin (雲林縣, Yúnlín Xiàn) 11. Changhua (彰化縣, Zhānghuà Xiàn) | Kreisfreie Städte 1. Chiayi (嘉義市, Jiāyì Shì) 2. Keelung (基隆市, Jīlóng Shì) 3. Hsinchu (新竹市, Xīnzhú Shì) |

Die sechs Städte Taipeh, Neu-Taipeh, Kaohsiung, Tainan, Taichung und Taoyuan sind direkt der Zentralregierung unterstellt („Regierungsunmittelbare Städte“) und gehören nicht zur Provinz Taiwan.
Die zwei Landkreise Kinmen und Lienchiang werden auch von der Republik China (Taiwan) kontrolliert, aber als Provinz Fujian verwaltet (nicht zu verwechseln mit der festlandchinesischen Provinz Fujian).

## Geographie
→ Siehe Absatz im Artikel Taiwan: Geographie
Der Osten der Hauptinsel wird von einer Bergkette gebildet, in der Westhälfte finden sich landwirtschaftlich nutzbare Ebenen.

## Geschichte
Nach der Inbesitznahme der Insel Taiwan (Formosa) durch das Kaiserreich China der Qing-Dynastie im Jahr 1683 wurde Taiwan zunächst als Teil der Provinz Fujian verwaltet. Während der ganzen Zeit der Zugehörigkeit zu China blieben das Inselinnere und weite Teile der Ostküste, wo Stämme der indigenen Völker Taiwans siedelten, weitgehend sich selbst überlassen. Die chinesische Herrschaft beschränkte sich im Wesentlichen auf die Ebenen der Westküste. Um koloniale Ansprüche abzuwehren und den chinesischen Besitzanspruch zu dokumentieren, wurde Taiwan 1885 aus der Provinz Fujian ausgegliedert und zu einer eigenen Provinz erhoben. 1895 wurden Taiwan und Penghu (die Pescadoren) nach dem Ersten Japanisch-Chinesischen Krieg an Japan abgetreten. Während der japanischen Herrschaft wurde die Provinzverwaltung durch die japanische Verwaltungsgliederung ersetzt. Nach der Beendigung des Zweiten Weltkriegs und der Kapitulation Japans wurde Taiwan 1945 an die Republik China übergeben.

### Wiedereingliederung als chinesische Provinz
Mit dem 25. Oktober 1945 wurde offiziell ein Öffentliches Verwaltungsministerium für Taiwan geschaffen, das im April 1947 zur Provinzregierung von Taiwan wurde. Im Zuge der Eroberung des chinesischen Festlandes durch die Volksbefreiungsarmee unter Mao Zedong zog sich die nationalkonservative Regierung der Republik China unter ihrem Präsidenten Chiang Kai-shek nach Taiwan zurück, von wo aus das Festland in späteren Jahren zurückerobert werden sollte.

### Die Provinz Taiwan innerhalb der Republik China
Die Provinz Taiwan wurde nach ihrer Eingliederung in die Republik China zunächst in acht Landkreise und neun kreisfreie Städte gegliedert. Am 16. August 1950 erfolgte eine weitere Untergliederung in 16 Landkreise, die Zahl der kreisfreien Städte wurde auf acht und im Dezember 1951 weiter auf fünf (Taipeh, Kaohsiung, Keelung, Tainan, Taichung) reduziert. Im Jahr 1956 wurde die Provinzverwaltung von Taipeh in die von der Regierung planmäßig neu errichtete Stadt Zhongxing verlegt. Die Volksrepublik China erkennt dies nicht an und betrachtet nach wie vor Taipeh als Hauptstadt der Provinz Taiwan.

Territoriale Entwicklung der Provinz Taiwan 1951 bis 2014

Im Laufe der Jahre wurden nach und nach fünf Städte regierungsunmittelbar und damit aus der Provinz ausgegliedert. Dies waren Taipeh (1967), Kaohsiung (1979), Taichung und Tainan (beide 2010) sowie Taoyuan (2014). Alle fünf waren zuvor kreisfreie Städte gewesen (Tayouan erst seit 1982). 2010 wurde der Landkreis Taipeh als Stadt Neu-Taipeh zur regierungsunmittelbaren Stadt. 2010 wurden außerdem die Landkreise Kaohsiung und Tainan aus der Provinz herausgelöst und an die gleichnamigen Städte angegliedert. 2014 geschah dasselbe mit dem Landkreis Taoyuan. Hsinchu und Chiayi erhielten 1982 den Status von kreisfreien Städten zurück, verblieben aber in der Provinz. Durch die Gebietsreformen 2010 und 2014 verlor die Provinz ein Viertel ihrer Fläche und über die Hälfte ihrer Bevölkerung, so dass sie heute nur noch etwa ein Drittel der Einwohner Taiwans umfasst. Die wichtigsten städtischen Zentren Taipeh, Neu-Taipeh, Kaohsiung, Tainan, Taichung und Taoyuan liegen heute außerhalb der Provinz.
Bis 1993 wurden die Provinzgouverneure von der Zentralregierung der Republik China ernannt. Im Zuge der Demokratisierung wurde 1994 mit James Soong zum ersten und einzigen Mal ein Gouverneur vom Volk gewählt. Am 19. Juli 1997 beschloss die Nationalversammlung mit großer Mehrheit von 261 zu 8 Stimmen die weitgehende Reduzierung der Kompetenzen der Provinzregierung. Die Provinzialversammlung wurde aufgelöst und an ihre Stelle trat ein beratender Provinzialrat. Die Mitglieder des Provinzialrates und der Gouverneur der Provinz wurden zukünftig vom Regierungschef nominiert und vom Staatspräsidenten ernannt. Für das Gesetz stimmten KMT und DPP, während die Xindang die Abstimmung boykottierte. Im Zuge einer Verwaltungsreform verlor die Provinzverwaltung sämtliche lokalpolitischen Kompetenzen an die Regierungen der Landkreise und Städte und hat seitdem nur noch die Rolle einer Aufsichtsbehörde inne. Seitdem das Gouverneursamt durch die Verwaltungsreform von 1998 erheblich an Bedeutung verlor, steht der Gouverneur an der Spitze einer vom Präsidenten der Republik China ernannten Provinzregierung. Der Gouverneur hat zugleich den Rang eines Kabinettsministers.

### Souveränitätsfrage
Die heute strittige Frage, ob Taiwan zur Republik oder zur Volksrepublik China gehört oder nicht, wird politisch bewertet. Seitens der Volksrepublik China wird Taiwan meist als ein „unabtrennbar[er] Bestandteil des chinesischen Territoriums“ benannt. Faktisch stand die Provinz jedoch zu keinem Zeitpunkt unter ihrer eigenen Kontrolle.

### Liste der Gouverneure
Hauptverwalter (行政長官 / 行政长官,  Xíngzhèng Chángguān, englisch Chief executive):
1. Chen Yi (25. Oktober 1945–Mai 1947)

Gouverneure (省主席,  Shěng Zhǔxí – „Provinzvorsitzender“):
1. Wey Daw-ming (16. Mai 1947–5. Januar 1949)
2. Chen Tsyr-shiou (5. Januar 1949–21. Dezember 1949)
3. Wu Gwo-jen (Wu Kuo-chen) (21. Dezember 1949–16. April 1953)
4. Yu Horng-jiun (16. April 1953–7. Juni 1954)
5. Yen Chia-kan (7. Juni 1954–16. August 1957)
6. Chow Chih-jou (16. August 1957–1. Dezember 1962)
7. Huang Chieh (1. Dezember 1962–5. Juli 1969)
8. Shien Ta-ching (5. Juli 1969–6. Juni 1972)
9. Shien Tung-min (6. Juni 1972–20. Mai 1978)
10. Lin Yang-kang (12. Juni 1978–5. Dezember 1981)
11. Lee Teng-hui (5. Dezember 1981–20. Mai 1984)
12. Chiu Chuang-huan (9. Juni 1984–16. Juni 1990)
13. Lien Chan (16. Juni 1990–1993)
14. James Soong (1993–20. Dezember 1994):
15. James Soong (20. Dezember 1994–21. Dezember 1998), als Gouverneur der Provinz (省長 / 省长,  Shěngcháng). Der Titel „Gouverneur“ wurde erst mit den Bestimmungen des Selbstverwaltungsgesetzes (省縣自治法 / 省县自治法,  Shěngxǐng Zìzhì Fǎ – „Provinziales Autonomitätsgesetz“) vom 29. Juli 1994 offiziell eingeführt.
16. Chao Shou-po (21. Dezember 1998–20. Mai 2000)
17. Chang Po-ya (20. Mai 2000–1. Februar 2002)
18. Fan Kuang-chun (1. Februar 2002–14. Oktober 2003)
19. Lin Kuang-hua (14. Oktober 2003–25. Januar 2006)
20. Lin Si-yao (7. Dezember 2007–19. Mai 2008)
21. Tsai Hsun-hsiung (20. Mai 2008–10. September 2009)
22. Chang Jin-Fu (10. September 2009–26. Februar 2010)
23. Lin Jenq-Tzer (26. Februar 2010–20. Mai 2016)
24. Shih Jun-ji (20. Mai 2016–29. Juni 2016)
25. Hsu Jan-yao (29. Juni 2016–6. November 2017)
26. Wu Tze-cheng (seit 6. November 2017)